# Trimble (Missouri)
Trimble és una població dels Estats Units a l'estat de Missouri. Segons el cens del 2000 tenia 451 habitants.

## Demografia
Segons el cens del 2000, Trimble tenia 451 habitants, 188 habitatges, i 116 famílies. La densitat de població era de 355,4 habitants per km².
Dels 188 habitatges en un 33% hi vivien nens de menys de 18 anys, en un 51,1% hi vivien parelles casades, en un 6,4% dones solteres, i en un 37,8% no eren unitats familiars. En el 34,6% dels habitatges hi vivien persones soles el 18,1% de les quals corresponia a persones de 65 anys o més que vivien soles. El nombre mitjà de persones vivint en cada habitatge era de 2,4 i el nombre mitjà de persones que vivien en cada família era de 3,13.
Per edats la població es repartia de la següent manera: un 28,6% tenia menys de 18 anys, un 6,2% entre 18 i 24, un 29,7% entre 25 i 44, un 23,7% de 45 a 60 i un 11,8% 65 anys o més.
L'edat mediana era de 37 anys. Per cada 100 dones de 18 o més anys hi havia 97,5 homes.
La renda mediana per habitatge era de 38.571 $ i la renda mediana per família de 47.813 $. Els homes tenien una renda mediana de 37.639 $ mentre que les dones 21.645 $. La renda per capita de la població era de 17.715 $. Entorn del 7,1% de les famílies i el 10,7% de la població estaven per davall del llindar de pobresa.

## Poblacions més properes
El següent diagrama mostra les poblacions més properes.